# Дальняя Закора
Дальняя Закора — село в Жигаловском районе Иркутской области России. Административный центр Дальне-Закорского муниципального образования.

## География
Село находится на берегу реки Тыпта, на расстоянии 30 км к юго-западу от рабочего посёлка Жигалово, административного центра района.

## Население
| 2002 | 2010 | 2011 | 2012 |
| ---- | ---- | ---- | ---- |
| 430  | ↘347 | ↘345 | ↘334 |

### Половой состав
По данным Всероссийской переписи, в 2010 году в селе проживало 347 человек (164 мужчины и 183 женщины).